# Polycheria mixillae
Polycheria mixillae is een vlokreeftensoort uit de familie van de Dexaminidae. De wetenschappelijke naam van de soort is voor het eerst geldig gepubliceerd in 1994 door Bousfield & Kendall.